# Championnat du monde de pêche sportive au coup en eau douce féminin
Le Championnat du monde de pêche sportive au coup en eau douce féminin est une compétition annuelle organisée par la Fédération internationale de la pêche sportive en eau douce.

## Lieu des éditions
| No. | Année | Lieu                 | No. | Année | Lieu               | No. | Année | Lieu                | No. | Année | Lieu       |
| --- | ----- | -------------------- | --- | ----- | ------------------ | --- | ----- | ------------------- | --- | ----- | ---------- |
| 1re | 1994  | Plovdiv              | 2e  | 1995  | Availles-Limouzine | 3e  | 1996  | Szolnok             | 4e  | 1997  | Penacova   |
| 5e  | 1998  | Calcinaia            | 6e  | 1999  | Mamaia             | 7e  | 2000  | Florence            | 8e  | 2001  | Kutina     |
| 9e  | 2002  | Kostanjevica na Krki | 10e | 2003  | Milton Keynes      | 11e | 2004  | Cabeceiras de Basto | 12e | 2005  | Zagreb     |
| 13e | 2006  | Cabeceiras de Basto  | 14e | 2007  | Tolède             | 15e | 2008  | Szolnok             | 16e | 2009  | Boretto    |
| 17e | 2010  | Bloemhof             | 18e | 2011  | Florence           | 19e | 2012  | Leeuwarden          | 20e | 2013  | Radeče     |
| 21e | 2014  | Coruche              | 22e | 2015  | Ronquières         | 23e | 2016  | Mérida              | 24e | 2017  | Szolnok    |
| 25e | 2018  | Wrocław              | 26e | 2019  | Vereeniging        | 27e | 2021  | Almere              | 28e | 2022  | Gravelines |
| 29e | 2023  | Apatin               | 30e | 2024  | Penacova           |     |       |                     |     |       |            |

## Résultats individuels
Sous décision prise à l’unanimité par le Comité Directeur de la FIPSed, les résultats achevés en 2021 ne comptent pas pour les palmarès.
| Éditions | Or                            | Argent                        | Bronze                        |
| -------- | ----------------------------- | ----------------------------- | ----------------------------- |
| 2023     | Helen Dagnall                 | Kamila Justa-Kowalska         | Marijana Mutak                |
| 2022     | Anja Groot                    | Diána Walter-Barna            | Hajnalka Savanyó-Kovács       |
| 2021     | Floor Verhoeven               | Anna Roguska-Jurek            | Federica Brilli               |
| 2020     | Reporté en raison du COVID-19 | Reporté en raison du COVID-19 | Reporté en raison du COVID-19 |
| 2019     | Joanna Drgas                  | Elsie Sophia Kleynhans        | Kayleigh Smith                |
| 2018     | Anja Groot                    | Isabelle Hawryhuck            | Sabrina Mertens               |
| 2017     | Anja Groot                    | Isabelle Hawryhuck            | Hajnalka Kovács               |
| 2016     | Silvina Turrini               | Ornella Tosta                 | Bozena Larisch                |
| 2015     | Anja Groot                    | Sabrina Mertens               | Valérie Nadan                 |
| 2014     | Diána Walter-Barna            | Valérie Nadan                 | Silvina Turrini               |
| 2013     | Jana Grešová                  | Matea Minanov                 | Simona Pollastri              |
| 2012     | Jana Grešová                  | Barbora Bacinová              | Klára Zahrádková              |
| 2011     | Ingeborg Audenaerd            | Yulia Ignatenko               | Marjana Driemel               |
| 2010     | Maria Siles                   | Malgorzata Vesolowska         | Susana Siles                  |
| 2009     | Stephanie Bloch               | Hana Purkrábková              | Alexandra Schulz              |
| 2008     | Emma Pickering                | Valérie Nadan                 | Jôzsefné Devecseri            |
| 2007     | Virginia Ferreira             | Simona Pollastri              | Stephanie Bloch               |
| 2006     | Fatima Ferreira               | Virginia Ferreira             | Isabelle Hawryhuck            |
| 2005     | Livia Hajdù                   | Franca Tagliaferri            | Kamila Justa                  |
| 2004     | Fatima Ferreira               | Virginia Ferreira             | Franca Tagliaferri            |
| 2003     | Sandra Scotthorne             | Wendy Locker                  | Luana Almeida                 |
| 2002     | Sandra Scotthorne             | Barbel Marahn                 | Elzbieta Kozak                |
| 2001     | Isabelle Hawryhuck            | Wendy Locker                  | Sandra Scotthorne             |
| 2000     | Franca Tagliaferri            | Simona Pollastri              | Stefania Conforto             |
| 1999     | Gillian Foy                   | Wendy Lythgoe                 | Stefania Conforto             |
| 1998     | Simona Pollastri              | Jana Grešová                  | Milena Camporesi              |
| 1997     | Wendy Locker                  | Dominique Misseri             | Sandra Scotthorne             |
| 1996     | Simona Pollastri              | Wendy Locker                  | Barbara Onorato               |
| 1995     | Annick Hervé                  | Sophie Perry                  | Simona Pollastri              |
| 1994     | Astrid Bloch                  | Simona Pollastri              | Wendy Locker                  |

## Résultats par équipe
Sous décision prise à l’unanimité par le Comité Directeur de la FIPSed, les résultats achevés en 2021 ne comptent pas pour les palmarès.
| Éditions | Or                            | Argent                        | Bronze                        |
| -------- | ----------------------------- | ----------------------------- | ----------------------------- |
| 2023     | Croatie                       | Italie                        | Pologne                       |
| 2022     | France                        | Hongrie                       | Pologne                       |
| 2021     | Pologne                       | Belgique                      | Italie                        |
| 2020     | Reporté en raison du COVID-19 | Reporté en raison du COVID-19 | Reporté en raison du COVID-19 |
| 2019     | Hongrie                       | Italie                        | Angleterre                    |
| 2018     | France                        | Afrique du Sud                | Russie                        |
| 2017     | Espagne                       | France                        | Hongrie                       |
| 2016     | Pologne                       | Espagne                       | Italie                        |
| 2015     | France                        | Pays-Bas                      | Belgique                      |
| 2014     | Italie                        | France                        | Portugal                      |
| 2013     | Angleterre                    | Croatie                       | Italie                        |
| 2012     | République tchèque            | Afrique du Sud                | Pays-Bas                      |
| 2011     | Italie                        | Allemagne                     | Angleterre                    |
| 2010     | Espagne                       | Angleterre                    | Italie                        |
| 2009     | Allemagne                     | République tchèque            | Hongrie                       |
| 2008     | Hongrie                       | Italie                        | France                        |
| 2007     | Italie                        | Portugal                      | France                        |
| 2006     | Portugal                      | Hongrie                       | Italie                        |
| 2005     | Angleterre                    | Italie                        | Hongrie                       |
| 2004     | Portugal                      | Italie                        | Angleterre                    |
| 2003     | Angleterre                    | France                        | Italie                        |
| 2002     | Angleterre                    | Italie                        | Allemagne                     |
| 2001     | France                        | Angleterre                    | Italie                        |
| 2000     | Italie                        | Portugal                      | Angleterre                    |
| 1999     | Angleterre                    | Pologne                       | Italie                        |
| 1998     | Italie                        | République tchèque            | Angleterre                    |
| 1997     | Angleterre                    | France                        | Italie                        |
| 1996     | Italie                        | France                        | Hongrie                       |
| 1995     | France                        | Angleterre                    | Pologne                       |
| 1994     | Italie                        | Allemagne                     | Angleterre                    |

## Tableau des médailles
Mise à jour après l'édition 2023
Sous décision prise à l’unanimité par le Comité Directeur de la FIPSed, les résultats achevés en 2021 ne comptent pas pour les palmarès.
| Rang  | Nation             | Or | Argent | Bronze | Total |
| ----- | ------------------ | -- | ------ | ------ | ----- |
| 1     | Angleterre         | 12 | 7      | 10     | 29    |
| 2     | Italie             | 11 | 10     | 16     | 37    |
| 3     | France             | 7  | 11     | 4      | 22    |
| 4     | Portugal           | 5  | 4      | 2      | 11    |
| 5     | Pays-Bas           | 5  | 1      | 1      | 7     |
| 6     | Hongrie            | 4  | 3      | 7      | 14    |
| 7     | République tchèque | 3  | 5      | 1      | 9     |
| 8     | Allemagne          | 3  | 3      | 4      | 10    |
| 9     | Espagne            | 3  | 2      | 1      | 6     |
| 10    | Pologne            | 2  | 3      | 6      | 11    |
| 11    | Croatie            | 1  | 2      | 1      | 4     |
| 12    | Afrique du Sud     | 0  | 3      | 0      | 3     |
| 13    | Belgique           | 0  | 1      | 2      | 3     |
| 14    | Russie             | 0  | 1      | 1      | 2     |
| Total | Total              | 56 | 56     | 56     | 168   |